# Jorge Cori Tello
Jorge Cori Tello (nascut a Lima, 2 de juliol de 1995), és un jugador d'escacs peruà, que té el títol de Gran Mestre des de 2010. És el germà petit de la WGM Deysi Cori, i prodigi dels escacs, atès que és el 10è jugador més jove de la història en assolir el títol de GM.
A la llista d'Elo de la FIDE del març de 2022, hi tenia un Elo de 2652 punts, cosa que en feia el jugador número 1 (en actiu) en el rànquing absolut del Perú. El seu màxim Elo va ser de 2689 punts, a la llista del novembre de 2018.

## Resultats destacats en competició
Jorge Cori participa en torneigs d'escacs des dels set anys (2002). Va guanyar el Campionat Panamericà Sub-10 (2005), Sub-12 (2006), Sub-14 (2008) i Sub-18 (2009). El 2009 va guanyar, empatat amb Federico Perez Ponsa, el Memorial Duchamp a Buenos Aires.
Va aconseguir un gran èxit fou al Campionat del món d'escacs de la Joventut de 2009, celebrat a Antalya, Turquia, entre l'11 i el 23 de novembre, on va aconseguir guanyar el títol mundial Sub-14 La seva germana gran, Deysi Cori, també es va proclamar campiona del món el 2009, en categoria Sub-16 femenina.
Va aconseguir la tercera i definitiva norma de GM a l'edat de 14 anys i dos mesos (el títol li va ser reconegut oficialment al Congrés FIDE de Sofia a l'abril de 2010). És el 10è en la llista de jugadors que han obtinguit amb menys edat el títol de Gran Mestre.
El 2011 es proclamà Campió del món Sub-16, a Caldas Novas.
Entre l'agost i el setembre de 2011 participà en la Copa del món de 2011, a Khanti-Mansisk, un torneig del cicle classificatori pel Campionat del món de 2013, tot i que fou eliminat en primera ronda per Paco Vallejo (1½-2½).
El juny del 2012 es proclamà campió de l'Actius de Santa Coloma de Queralt amb 7½ de 8 partides per davant de Miguel Muñoz Pantoja i d'Orelvis Pérez Mitjans, i tercer al Memorial Josep Lorente (el campió fou Orelvis Pérez Mitjans).
El setembre de 2013 empatà al segon lloc amb Vladímir Potkin, Jan Gustafsson i Burak Firat al XVI Obert Internacional d'Escacs de Sants, Hostafrancs i Bordeta, amb una puntuació de 8 sobre 10, en un torneig on hi havia 23 GMs i 28 MIs (el campió fou Baskaran Adhiban). Aquest any es proclamà vencedor del Circuit Català d'Oberts Internacionals d'Escacs. El desembre, va competir a la categoria sub-18 oberta del Campionat del món juvenil a Al Ain, on hi va fer 8/11 punts i hi acabà en quart lloc.
El juliol de 2014, fou segon al XXXIV Obert Internacional "Vila de Benasc", rere Hrant Melkumian i per damunt de Miquel Illescas. El juliol de 2015 fou tercer a l'Obert de Benasc amb 8 punts de 10, empatant amb els Grans Mestres Julio Granda Zúñiga, Daniel Naroditsky, Sergey Grigoriants, Ievgueni Romànov i Tal Baron, i a mig punt del campió Baskaran Adhiban.
Els desembre de 2015 fou 1-4t del Memorial Carlos Torre amb 7 punts de 9, els mateixos punts que el campió Lázaro Bruzón.
L'agost de 2016 fou campió del 34è Obert d'Andorra destacat amb 7½ punts de 9, i fou 1-6è (tercer en el desempat) del XVIII Obert de Sants amb 8 punts de 10 empatat amb Ma Qun, Wan Yunguo, Krishnan Sasikiran, Cristhian Cruz i Jules Moussard. El juliol de 2017 va guanyar l'Obert de Sitges, per damunt del rus Serguei Vólkov.